# Un autre homme (film, 2009)
Pour les articles homonymes, voir Un autre homme.
Pour plus de détails, voir Fiche technique et Distribution.
Un autre homme est un film suisse réalisé par Lionel Baier, sorti en 2009.

## Synopsis
François et sa compagne Christine s'installent dans la Vallée de Joux où François décrit dans un petit journal local, la vie des habitants. Il écrit également dans la rubrique cinéma, la chronique des films qui passent dans l'unique salle de cinéma du village. Mais comme il n'est ni journaliste, ni critique de cinéma, il rédige en "copiant" dans la revue Travelling, l'avis d'autres critiques. François se passionne pour le cinéma et lors d'une réunion à Lausanne, avec des critiques lémaniques, il fait connaissance de Rosa Rouge, une critique de cinéma reconnue. Une relation perverse s'instaure entre eux.

## Fiche technique
- Titre : Un autre homme
- Réalisation : Lionel Baier
- Scénario : Lionel Baier
- Musique : Karol Szymanowski
- Son : Laurent Gabiot
- Production : Robert Boner
- Société de production : SAGA Production en coproduction avec Télévision suisse romande et la SSR SRG idée suisse
- Société de distribution : JMH (Suisse)[2]
- Pays d'origine :  Suisse
- Format : Noir et blanc - 1:1,35[2] - Dolby SRD - 35 mm
- Genre : Drame
- Durée : 91 minutes[2]
- Dates de sortie : 
  -  Suisse romande : 14 janvier 2009[2]
  -  Suisse allemande : 15 janvier 2009[2]
  -  France : 6 mai 2009

## Distribution
- Robin Harsch : François
- Natacha Koutchoumov : Rosa Rouge
- Elodie Weber : Christine
- Georges-Henri Dépraz : l'imprimeur
- Bulle Ogier : Bulle Ogier

## Autour du film
Le film a été tourné avec peu de moyens puisqu'il n'a coûté que 500 000 francs suisse (environ 332 000 euros).